# Micaria ignea
Micaria ignea är en spindelart som beskrevs av O. Pickard-Cambridge 1872. Micaria ignea ingår i släktet Micaria och familjen plattbuksspindlar. Inga underarter finns listade i Catalogue of Life.